# 김강우
김강우(1978년 7월 11일 ~ )는 대한민국의 배우이다.

## 출연 작품

### 드라마
| 연도 | 방송사  | 제목                                                            | 역할          | 비고     |
| ---- | ------- | --------------------------------------------------------------- | ------------- | -------- |
| 2001 | SBS     | 오픈드라마 남과 여 - 너는 사랑이라고 말하지, 난 욕망이라 생각해 |               |          |
| 2001 | MBC     | 우리집                                                          | 캡스 대원     | 20부작   |
| 2003 | MBC     | 나는 달린다                                                     | 신무철        | 16부작   |
| 2004 | MBC     | 베스트극장 - 편지                                               | 동일          |          |
| 2005 | SBS     | 세잎클로버                                                      | 윤성우        | 16부작   |
| 2008 | SBS     | 비천무                                                          | 사준          | 14부작   |
| 2009 | KBS2    | 남자 이야기                                                     | 채도우        | 20부작   |
| 2012 | KBS2    | 해운대 연인들                                                   | 이태성        | 16부작   |
| 2014 | KBS2    | 골든크로스                                                      | 강도윤        | 20부작   |
| 2015 | OCN     | 실종느와르 M                                                    | 길수현        | 10부작   |
| 2016 | MBC     | 굿바이 미스터 블랙                                              | 민선재        | 20부작   |
| 2017 | tvN     | 써클: 이어진 두 세계                                            | 김준혁        | 12부작   |
| 2018 | MBC     | 데릴남편 오작두                                                 | 오작두 / 오혁 | 24부작   |
| 2018 | KBS2    | 옥란면옥                                                        | 황봉길        | 2부작    |
| 2019 | MBC     | 아이템                                                          | 조세황        | 32부작   |
| 2019 | KBS2    | 99억의 여자                                                     | 강태우        | 32부작   |
| 2020 | KBS2    | 99억의 여자                                                     | 강태우        | 32부작   |
| 2021 | JTBC    | 공작도시                                                        | 정준혁        | 20부작   |
| 2024 | KBS2    | 원더풀 월드                                                     | 강수호        | 14부작   |
| 2024 | 디즈니+ | 폭군                                                            | 폴            | 4부작    |
| 2025 | KBS2    | 빌런의 나라                                                     | 로봇강우      | 특별출연 |

### 영화
- 2002년 《해안선》 - 조 일병 역
- 2003년 《실미도》 - 민호 역
- 2004년 《꽃피는 봄이 오면》 - 주호 역
- 2005년 《태풍태양》 - 모기 역
- 2005년 《야수와 미녀》 - 탁준하 역
- 2007년 《경의선》 - 김만수 역
- 2007년 《가면》 - 조경윤 역
- 2007년 《식객》 - 성찬 역
- 2008년 《순정만화》 - 규철 역 (특별출연)
- 2009년 《오감도》 - 강현우 / 정하동생 역
- 2009년 《마린 보이》 - 천수 역
- 2010년 《하하하》 - 정호 역
- 2010년 《무적자》 - 김철 역
- 2012년 《인류멸망보고서》 - 박도원 역
- 2012년 《돈의 맛》 - 주영작 역
- 2012년 《외사경찰》 - 유대하/안민철 역
- 2013년 《끝과 시작》 - 정하 동생 역 (특별출연)
- 2013년 《사이코메트리》 - 양춘동 역
- 2013년 《미스터 고》 - 구단장 역 (특별출연)
- 2013년 《결혼전야》 - 임태규 역
- 2014년 《찌라시: 위험한 소문》 - 이우곤 역
- 2014년 《카트》 - 동준 역
- 2015년 《간신》 - 연산군 이융 역
- 2016년 《특근》 - 김효찬 역
- 2018년 《사라진 밤》 - 박진한 역
- 2018년 《상류사회》 - 백광현 역 (특별출연)
- 2021년 《새해전야》 - 강지호 역
- 2021년 《내일의 기억》 - 선우 역
- 2021년 《귀문》 - 도진 역
- 2022년 《탄생》 - 정하상 역 (특별출연)
- 2023년 《귀공자》 - 한 이사 역
- 2025년 《파과》 - 손 실장 역

### 연극
- 2016년 《햄릿 - 더 플레이》 - 햄릿 역

### 뮤직비디오
- 2003년 K2 - Never Never
- 2004년 이수영 - 광화문 연가
- 2005년 거미 - 보고 싶다
- 2005년 정재욱 - 가만히 눈을 감고
- 2009년 유승찬 - 니가 그립다
- 2009년 KCM - 하루가
- 2013년 메인 - 사랑이란 말
- 2015년 XIA - 꼭 어제

### 방송
- 《수상한 휴가》 (2016년, KBS2)
- 《현지에서 먹힐까? - 중국편》 (2018년, tvN)
- 《정글의 법칙》(2020년, SBS)
- 《미운 우리 새끼》(2020년, SBS)

## 음반
가디안
- 《Guardian》 (1998년)

### OST
- 《세잎클로버 OST》 (2005년)
  - 〈괜찮아요〉
- 《찌라시 : 위험한 소문 OST》 (with 스컬 & 하하 & 고창석) (2014년)

### 참여 음반
- 《러브트리프로젝트》 (2010년)
  - 〈한사람〉

## 광고
- 2001년 농심 감자구이 비스켓
- 2004년 농심 무파마
- 2007년 SK브로드밴드 하나포스 광랜
- 2007년 하이트
- 2008년 비씨카드
- 2009년 기아자동차 로체 이노베이션
- 2010년 하이트진로 맥스
- 2018년 미남크림
- 2022년 파나소닉

## 수상 및 후보
| 연도 | 시상식                         | 부문                               | 작품               | 결과 |
| ---- | ------------------------------ | ---------------------------------- | ------------------ | ---- |
| 2004 | 제3회 대한민국 영화대상        | 신인남우상                         | 꽃피는 봄이 오면   | 후보 |
| 2004 | MBC 연기대상                   | 남자 신인연기상                    | 나는 달린다        | 후보 |
| 2005 | 제6회 부산영화평론가협회상     | 신인남우상                         | 태풍태양           | 수상 |
| 2007 | 제25회 토리노 국제영화제       | 남우주연상                         | 경의선             | 수상 |
| 2010 | 제3회 코리아 주얼리 어워드     | 사파이어상                         | 빈칸               | 수상 |
| 2012 | KBS 연기대상                   | 미니시리즈부문 남자 우수연기상     | 해운대 연인들      | 후보 |
| 2012 | KBS 연기대상                   | 남자 네티즌상                      | 해운대 연인들      | 후보 |
| 2012 | KBS 연기대상                   | 베스트 커플상 (with 조여정)        | 해운대 연인들      | 후보 |
| 2014 | KBS 연기대상                   | 중편드라마부문 남자 우수연기상     | 골든 크로스        | 후보 |
| 2014 | KBS 연기대상                   | 남자 네티즌상                      | 골든 크로스        | 후보 |
| 2014 | KBS 연기대상                   | 베스트 커플상 (with 이시영)        | 골든 크로스        | 후보 |
| 2016 | MBC 연기대상                   | 미니시리즈부문 남자 최우수연기상   | 굿바이 미스터 블랙 | 후보 |
| 2018 | 제6회 아시아태평양 스타 어워즈 | 장편드라마부문 남자 우수연기상     | 데릴남편 오작두    | 후보 |
| 2018 | MBC 연기대상                   | 주말특별기획부문 남자 최우수연기상 | 데릴남편 오작두    | 수상 |
| 2018 | KBS 연기대상                   | 남자 연작·단막극상                 | 옥란면옥           | 후보 |
| 2019 | KBS 연기대상                   | 미니시리즈부문 남자 우수연기상     | 99억의 여자        | 후보 |
| 2019 | KBS 연기대상                   | 남자 네티즌상                      | 99억의 여자        | 후보 |
| 2019 | KBS 연기대상                   | 베스트 커플상 (with 조여정)        | 99억의 여자        | 후보 |
| 2024 | MBC 연기대상                   | 미니시리즈부문 남자 우수연기상     | 원더풀 월드        | 후보 |

## 도서
- 《두 남자의 거침없는 태국여행》 - 김강우, 이정섭(2012년, 페이퍼북) ISBN 8997148176